# Coupe de Sierra Leone de football

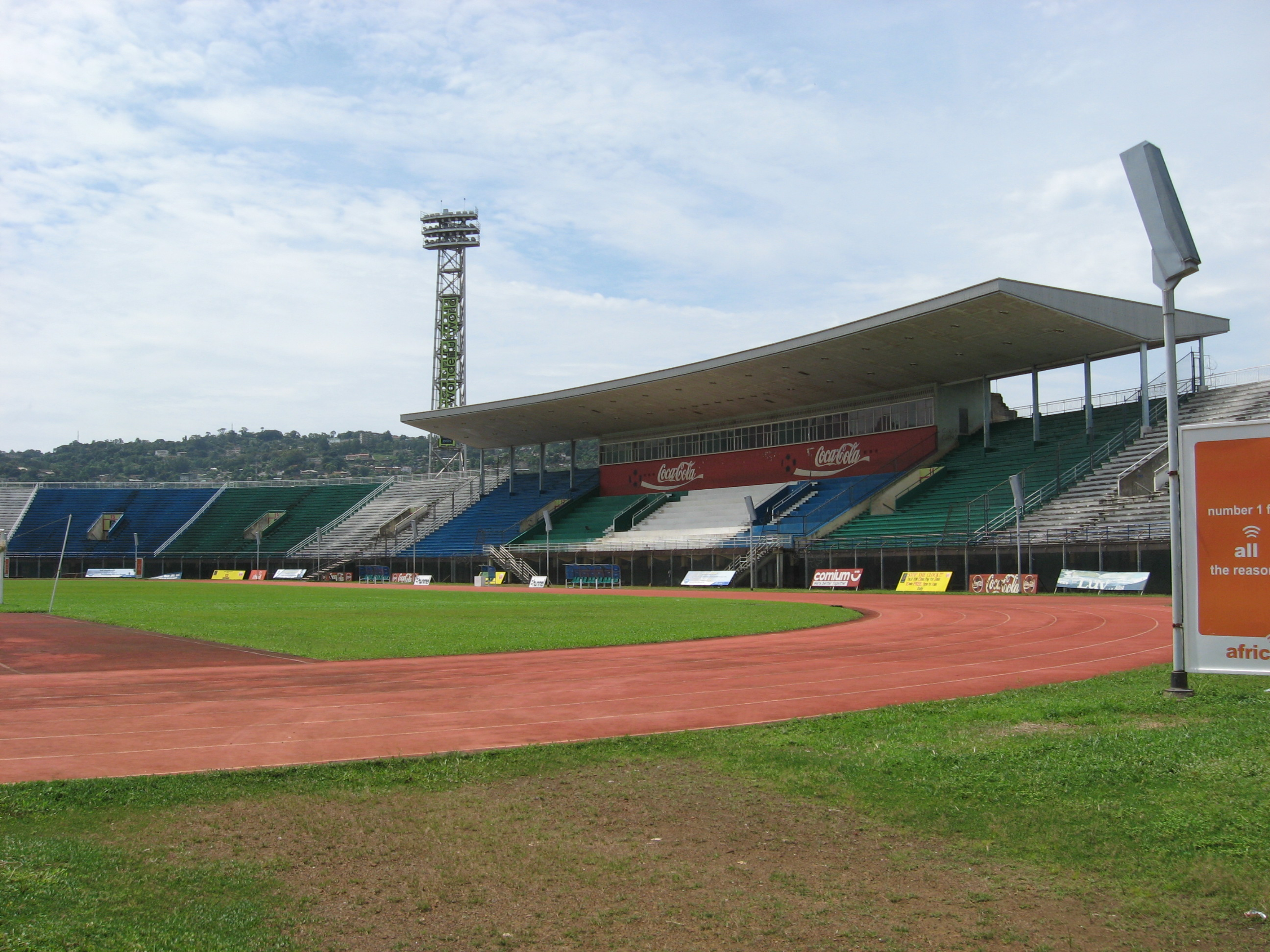
stade National Freetown, Sierra Leone

La Coupe de Sierra Leone de football a été créée en 1973.

## Palmarès
- 1973 : East End Lions (Freetown) 3-0 Wusum Stars (Bombali)[1]
- 1973-77 : Non disputé
- 1978 : Bai Bureh Warriors (Port Loko)
- 1979 : Wusum Stars (Bombali)
- 1980 : East End Lions (Freetown)
- 1981 : Kamboi Eagles (Kenema)
- 1982 : Bai Bureh Warriors (Port Loko)
- 1983 : Mighty Blackpool (Freetown)
- 1984 : Old Edwardians (Freetown)
- 1985 : Kamboi Eagles (Kenema)
- 1986 : Real Republicans FC (Freetown)
- 1987 : Non disputé
- 1988 : Mighty Blackpool FC (Freetown)
- 1989 : East End Lions (Freetown)
- 1990 : Ports Authority FC (Freetown)
- 1991 : Ports Authority FC (Freetown)
- 1992 : Diamond Stars FC (Kono)
- 1993 : Non disputé
- 1994 : Mighty Blackpool (Freetown)
- 1995-99 : Non disputé
- 2000 : Mighty Blackpool (Freetown)
- 2001 : Old Edwardians (Freetown)
- 2002-06 : Non disputé
- 2007 : Kallon FC (Freetown)
- 2008-13 : Non disputé
- 2014 : Kamboi Eagles (Kenema)
- 2015 : Inconnu
- 2016 : FC Johansen
- 2017-22 : Non disputé
- 2023 : Bo Rangers